# Elsteraue
Elsteraue – gmina samodzielna (niem. Einheitsgemeinde) w Niemczech, w kraju związkowym Saksonia-Anhalt, w powiecie Burgenland.

## Geografia
Elsteraue leży na wschód od miasta Zeitz.
Dzielnice gminy:
- Bornitz
- Draschwitz
- Göbitz
- Könderitz
- Langendorf
- Profen
- Rehmsdorf
- Reuden
- Spora
- Tröglitz z Techwitz